# Популяционная генетика
Популяцио́нная гене́тика, или генетика популяций, — раздел генетики, изучающий распределение частот аллелей и их изменение под влиянием движущих сил эволюции: мутагенеза, естественного отбора, дрейфа генов и потока генов. Также принимаются во внимание пространственная структура популяции и субпопуляционные структуры. Популяционная генетика пытается объяснить процессы адаптации и видообразования и является одной из основных составляющих синтетической теории эволюции. На формирование популяционной генетики наибольшее влияние оказали: Сьюэл Райт (англ. Sewall Wright), Джон Холдейн (англ. John Haldane), Рональд Фишер (англ. Ronald Fisher), Сергей Четвериков; ключевые закономерности, определяющие частоты аллелей в популяциях, сформулированы Годфри Харди (англ. Godfrey Harold Hardy) и Вильгельмом Вайнбергом.

## Область применения и теоретическая часть

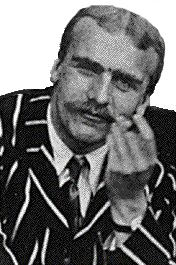
Холдейн, Джон Бёрдон Сандерсон

Возможно, наиболее значимым «формальным» достижением современной синтетической теории эволюции является формирование математической основы популяционной генетики. Некоторые авторы (Beatty, 1986) даже считают, что математическое объяснение динамики популяций является основой синтетической теории эволюции.
Ричард Левонтин (1974) сформулировал теоретические задачи популяционной генетики. Он обрисовал два аспекта популяционной генетики: генетический и фенотипический. Основная цель завершённой теории популяционной генетики — это сформулировать набор законов, отображающий переход от набора генотипов (G1) к серии возможных фенотипов (P1), с учётом действия естественного отбора, а также набора законов, которые бы позволяли по набору фенотипов (P2) в полученной популяции охарактеризовать представленные в ней генотипы (G2); так как менделевская генетика может предсказать следующее поколение генотипов по набору фенотипов, кольцо замыкается. Вот схематическая визуализация этой трансформации
{\displaystyle G_{1}\rightarrow ^{T_{1}}P_{1}\rightarrow ^{T_{2}}P_{2}\rightarrow ^{T_{3}}G_{2}\rightarrow ^{T_{4}}G_{1}'\rightarrow \cdots }
(По Lewontin 1974, p. 12).
Даже оставив в стороне тот момент, что в ходе классических работ на уровне изучения наследования и молекулярно-генетических исследований обнаружены многие отклонения от менделевского наследования, это представляется колоссальной задачей.
T1 представляет генетические и эпигенетические законы, аспекты функциональной биологии или биологии развития, которые описывают переход от генотипа к фенотипу. Обозначим это как «отображение генотип-фенотип». T² — это изменения, связанные с действием естественного отбора, T³ — эпигенетические связи, которые определяют генотипы на основе избранных фенотипов и, наконец, T4 — закономерности менделевской генетики.
Практически, есть две ветви эволюционной теории, которые существуют параллельно: традиционная популяционная генетика, оперирующая наборами генотипов, и биометрическая теория, оперирующая наборами фенотипов изучаемых объектов, которая используется в селекции растений и животных. Определённая часть системы, переход от фенотипа к генотипу, как правило, теряется. Это приводит к тому, что изменчивость в системе, описываемая с помощью одних подходов, характеризуется как стабильная, или постоянная, при использовании других подходов или в других условиях — характеризуется как закономерно эволюционно изменяющаяся. Следовательно, для адекватной постановки какого-либо популяционного исследования требуется иметь определённые знания об изучаемой системе. В частности, если фенотип почти полностью определяется генотипом (например, в случае серповидно-клеточной анемии), или временной промежуток при исследовании достаточно мал, выявленные параметры могут рассматриваться как постоянные, однако во многих случаях это некорректно.

## Этапы развития генетики популяций
1. Вторая половина 20-х — конец 30-х годов XX века. В это время происходило накопление данных о генетической гетерогенности популяций. Он завершился выработкой представлений о полиморфизме популяций.
2. 40-е -середина 60-х годов XX века. Изучение механизмов поддержания генетического полиморфизма популяций. Появление и развитие представлений о важной роли гетерозиса в формировании генетического полиморфизма.
3. Вторая половина 60-х — конец 70-х годов XX века. Этот этап характеризуется широким применением белкового электрофореза для изучения полиморфизма популяций. Формируются представления о нейтральном характере эволюции.
4. С конца 1970-х годов. Этот период характеризуется методическим смещением в сторону применения ДНК-технологий для изучения особенностей процессов происходящих в популяциях. Важным моментом этого этапа (примерно с начала 1990-х годов) является широкое применение вычислительной техники и специализированных программ (например, PHYLIP, Clustal, Popgene) для анализа разнообразных типов генетических данных.

## Известные популяционные генетики
Фундаментальную закономерность, описывающую соотношения между частотами аллелей генов и фенотипов, вывели независимо Харди и Вайнберг в 1908 году. В это время популяционной генетики не существовало, тем не менее, найденная исследователями зависимость лежит в основе данной науки. Работы С. С. Четверикова по выявлению насыщенности природных популяций Drosophila melanogaster рецессивными мутациями также дали важный импульс для развития популяционно-генетических исследований.
Основателями теоретического и математического аппарата популяционной генетики можно считать английских биологов Рональда Фишера (1890—1962) и Джона Холдейна (1892—1964), а также американского ученого Сьюэла Райта (1889—1998). Фишер и Райт расходились по некоторым фундаментальным вопросам и дискутировали о соотношении ролей отбора и генетического дрейфа. Французский исследователь Гюстав Малеко (1911—1998) также внёс важный вклад в раннее развитие рассматриваемой дисциплины. Противоречия между американскими и британскими «школами» продолжались долгие годы. Джон Мейнард Смит (1920—2004) был учеником Холдейна, в то время как У. Д. Гамильтон (1936—2000) находился под сильным влиянием работ Фишера. Американский исследователь Джордж Прайс (1922—1975) работал с ними обоими. Последователями Райта в США стали Ричард Левонтин (р. 1929) и японский генетик Мотоо Кимура (1924—1994). Итальянец Луиджи Лука Кавалли-Сфорца (1922—2018), генетик популяций, с 1970-х гг. работавший в Стэнфорде, особое внимание уделял вопросам генетики популяций человека.